# 唐纳德·卡尔波卡斯
唐纳德·卡尔波卡斯（英語：Donald Kalpokas，1943年8月23日—2019年3月20日），男，瓦努阿图政治人物，曾任瓦努阿图总理。